# ジョニー・ブラック

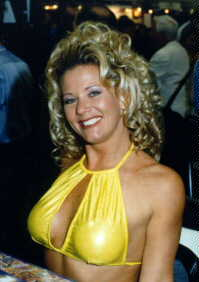
ジョニー・ブラック

ジョニー・ブラック（Johnni Black, 本名Laurie Golem, 1968年1月14日 - ）は、アメリカ合衆国のポルノ女優。イリノイ州クック郡カルメット生まれ。元陸軍大尉のポルノ女優として話題になった。

## 経歴
1990年、州立イリノイ大学卒業後、女性将校として合衆国陸軍に採用され、翌年には湾岸戦争に従軍している。
1995年10月、訓練指導係下士官（1等軍曹）と結婚し、1996年5月には陸軍大尉で名誉除隊した。
在職中、空挺の降下長(Parachute Jumpmaster)及び衛生特級(Expert Field Medic)の称号を得ている。

## ポルノ女優として
1996年デビュー後、300を越える作品に出演、1998年にはAVN新人賞を受賞している。